# 布龙河 (阿墨江)
布龙河，位于中国云南省墨江哈尼族自治县东北部，是阿墨江左岸支流，发源于墨江县联珠镇马路村（原属碧溪乡）以北的大尖山，南流至栖马村西北转西南流，至仁里村以北转西北流，至新安镇邓控村转西流，最后于新安镇挖岩村委会宿南自然村西北汇入阿墨江。河长55.7千米，流域面积485.4平方千米，落差1400米。年均径流量3.56亿立方米。